# Carl Kassner
Carl Julius Herrmann Kassner (* 1. November 1864 in Berlin; † 10. Juni 1950 ebenda) war ein deutscher Meteorologe. 1891 gelang ihm mit einer Fotoserie, die Otto Lilienthal im Derwitzer Apparat zeigt, die erste fotografische Abbildung eines fliegenden Menschen.

## Leben

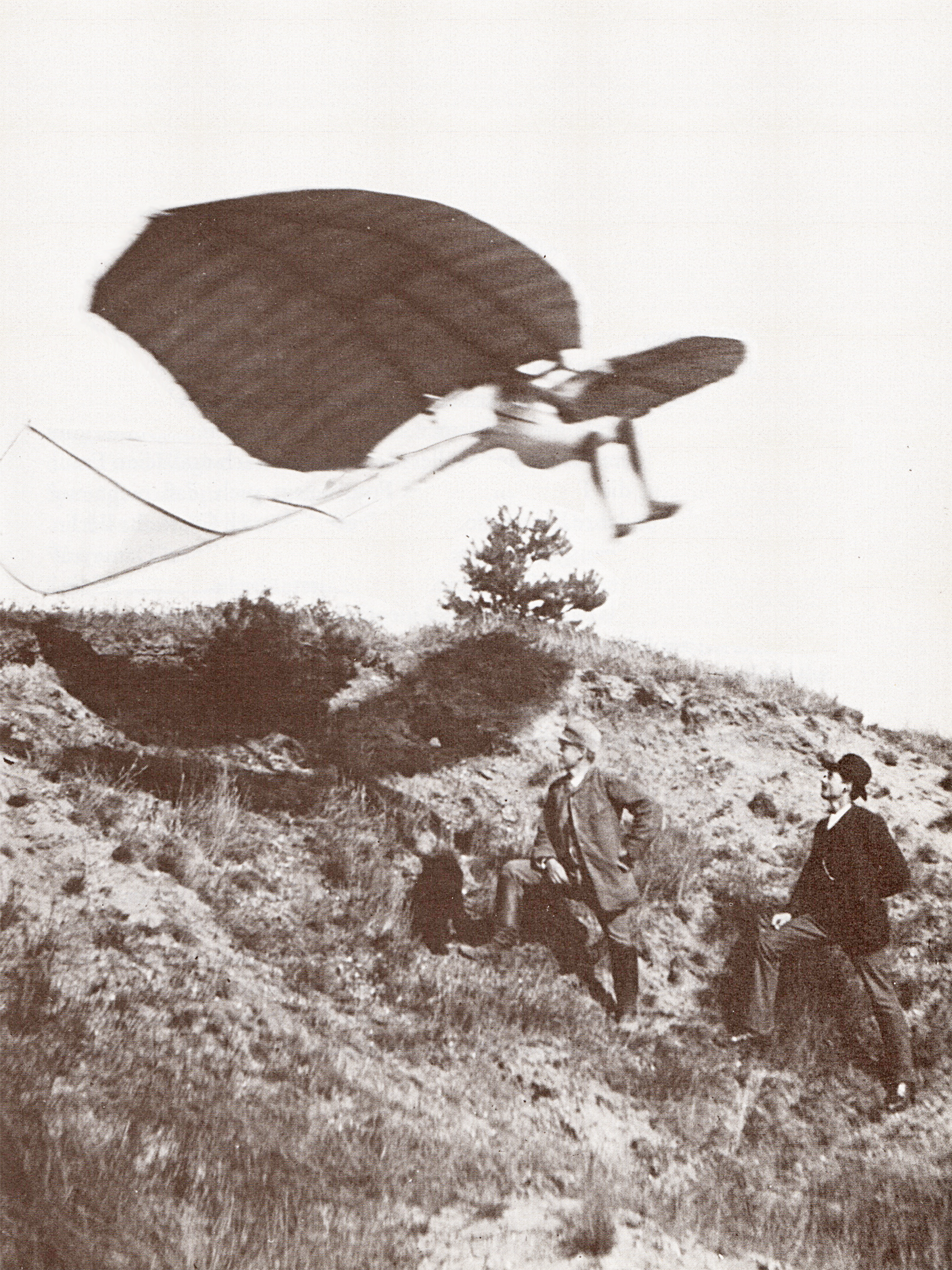
Lilienthal am Spitzen Berg zwischen Derwitz und Krielow (Fotografie Carl Kassners, 1891)

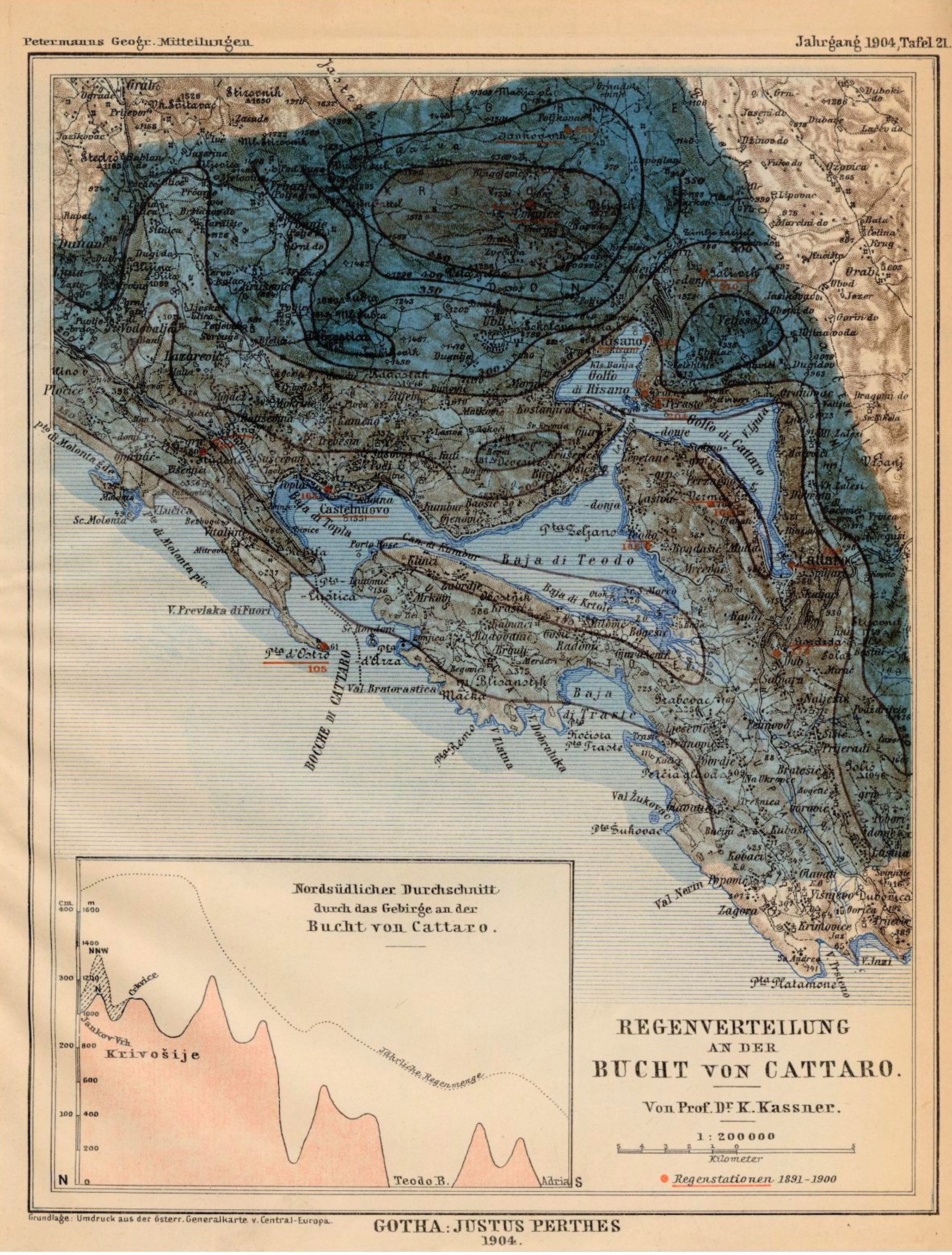
Isohyeten-Karte der Bucht von Kotor durch Carl Kassner, 1904

Carl war der Sohn von Hermann Kassner und dessen Ehefrau Karoline, geborene Boxhammer. Er besuchte bis 1883 das Königstädtische Real-Gymnasium in Berlin. Nach der Schule schrieb er sich an der Philosophischen Fakultät der Friedrich-Wilhelms-Universität Berlin ein, wo er bis zum siebten Semester Theologie und Philosophie studierte. Im Anschluss belegte er die Fächer Mathematik, Physik und Astronomie.
Carl Kassner arbeitete zunächst bei der Urania und an der Königlichen Sternwarte in Berlin. Von 1890 bis 1925 war er am Preußischen Meteorologischen Institut beschäftigt, ab dem 1. September 1909 als Abteilungsvorsteher. Über den Deutschen Verein zur Förderung der Luftschiffahrt, wo er einen Vortrag über Wolkenfotografie hielt und dem er im Januar 1892 beitrat, wurde er mit Otto Lilienthal bekannt. Im Herbst 1891 begleitete er Lilienthal nach Derwitz und nahm eine Fotoserie von dessen Gleitflügen auf. Kassner war damit der Erste, der einen Menschen frei schwebend in der Luft fotografierte. Lilienthal verwendete die Fotografien im Verein bei einem Vortrag am 16. November 1891. Fotos von 1891 zeigen, dass auch Kassner selbst Flugversuche mit einem der Luftgeräte Lilienthals unternahm, die Lilienthal fotografisch dokumentierte. Kassner nahm in den 1890er Jahren an mehreren wissenschaftlichen Ballonfahrten des Vereins zur Förderung der Luftschifffahrt teil und machte dabei „sensationelle Wolkenfotos“.
Kassner promovierte 1893 mit der Dissertationsschrift Über kreisähnliche Zyklonen an der Friedrich-Wilhelms Universität in Berlin. Er arbeitete an den von van Bebber vorgenommenen Zuganalysen von Zyklonen und analysierte insbesondere die van Bebbersche Vb-Zugstraße unter Berücksichtigung auch schwach ausgeprägter und kleinräumiger Tiefdruckgebiete. Er wertete auch die Stationsdaten der Meteorologischen Messstation Crkvice im damaligen südlichen Österreichischen Küstenland im heutigen Montenegro aus. Hier fand er aus den Niederschlagsdaten den regenreichsten Ort in Europa auf der östlichen Abdachung des Orjen-Gebirges.
Ab 1901 war Kassner zusätzlich zu seiner Tätigkeit am Preußischen Meteorologischen Institut Privat-Dozent an der Königlich Technischen Hochschule Charlottenburg. Drei Jahre später wurde er dort zum Professor für Meteorologie in der Abteilung für Bau-Ingenieurwesen berufen. Ab 1922 war er nicht beamteter außerordentlicher Professor für Meteorologie an der Fakultät für Allgemeine Wissenschaften, Fachabteilung Physik.
Kassner gehörte nach dem Ausbruch des Ersten Weltkriegs zu den Unterzeichnern der Erklärung der Hochschullehrer des Deutschen Reiches vom 16. Oktober 1914. 1915 war er eine der treibenden Kräfte in der nationalistischen Verdeutschungskommission, die sich gegen alles Französische und Englische richtete.
Zwischen der Jahrhundertwende und dem Ersten Weltkrieg hatte Kassner fast ganz Europa, Kleinasien und Algerien bereist. 1915 veröffentlichte er eine Landeskunde Bulgariens, das er bis dahin zwölfmal bereist hatte. Als Bulgarien im Ersten Weltkrieg auf Seiten der Mittelmächte in den Krieg eintrat, entwickelte sich bei den Deutschen eine große Begeisterung für das Land, das breiten Kreisen noch kaum bekannt war. Auch nach dem Krieg war Kassner als stellvertretender Direktor und später Ehrenmitglied der Deutsch-Bulgarischen Gesellschaft für den Balkanstaat ein wichtiger Fürsprecher, der öffentliche Vorträge über Land und Leute hielt. Er war korrespondierendes Mitglied der Bulgarischen Akademie der Wissenschaften und Träger des Offizierskreuzes des Bulgarischen Zivilverdienstordens mit Krone.
1919 schuf Kassner den weltweit ersten Wetterfilm. Dieser zeigte anhand von Wetterkarten die Wanderung von Vb-Zyklonen.
Von 1907 bis 1922 war er erster Schriftführer der Deutschen Meteorologischen Gesellschaft. Er war auch Mitglied der Gesellschaft für Erdkunde und des Gustav-Adolf-Vereins.
Kassner war verheiratet. Die Ehe mit Antoinette Müller wurde am 19. Oktober 1893 geschlossen.

## Werke (Auswahl)
- Über kreisähnliche Zyklonen. Inaugural-Dissertation, Berlin 1893
- Über die Zugstraße Vb. In: Meteorologische Zeitschrift. Band 32, 1897, S. 219–222
- Das regenreichste Gebiet Europas. In: Petermanns Geographische Mitteilungen. Band 50, Nr. 4, 1904, S. 281–285
- Das Wetter und seine Bedeutung für das praktische Leben. Leipzig 1908
- Das Reich der Wolken und Niederschläge. Leipzig 1909 (Digitalisat)
- Die meteorologischen Grundlagen des Städtebaues. Berlin 1910
- Bulgarien. Land und Leute. Leipzig 1916
- Der Einfluß Berlins als Großstadt auf die Schneeverhältnisse. In: Meteorologische Zeitschrift. Band 34, 1917, S. 136–137
- Gerichtliche und Verwaltungs-Meteorologie. Das Wetter in der Rechtsprechung für Gerichte und Rechtsanwälte, Verwaltungen, Magistrate und Hausbesitzer, Berufsgenossenschaften und Versicherungsgesellschaften, für Gewerbe, Handel und Technik. Berlin und Leipzig 1921
- Geschichte der Deutschen Meteorologischen Gesellschaft 1883–1933 zur Feier des fünfzigjährigen Bestehens. Berlin 1933